# Condado de Cheles
El condado de Cheles es un título nobiliario español creado por Alfonso XII de España el 6 de mayo de 1879 a favor de María Esperanza Manuel de Villena y Álvarez de las Asturias.

## Denominación
Su nombre hace referencia al municipio extremeño de Cheles en la provincia de Badajoz.

## Antecedentes
El 2 de noviembre de 1854, José Casimiro Manuel de Villena y Bambalere, XV señor de Cheles y conde de Via Manuel, víctima de una conspiración, fue asesinado en su palacio de Madrid por un criado a su regreso de un viaje a Francia. Murió a los 31 años. Su principal heredero, Enrique, tenía entonces sólo dos años, María Isabel tenía casi cuatro años y su esposa estaba embarazada de su tercera hija, llamada María Esperanza.
La marquesa consorte de Rafal, María Josefa Álvarez de las Asturias Bohórquez y Giraldes de Cañas  —hija de Mauricio Álvarez de las Asturias Bohorques y Chacón, II duque de Gor y de María de la O Giraldez y Cañas, VIII vizcondesa de Valoria—, se hizo cargo de las posesiones pertenecientes a sus hijas hasta la mayoría de edad de estas, mientras que Enrique tuvo de tutor a su tío el duque de Gor durante su minoría de edad. María Josefa, esposa de José Casimiro, decidió repartir la parte correspondiente a María Isabel entre ella y su hermana María Esperanza, que había quedado fuera del testamento. María Isabel recibió el condado de Granja de Rocamora y la baronía de Puebla de Rocamora y su hermana María Esperanza los señoríos de Cheles y Pizarra.
El 6 de mayo de 1879, siendo ya señora de sus posesiones, María Esperanza Manuel de Villena y Álvarez de las Asturias, el rey de España Alfonso XII elevaba el señorío de Cheles a condado y lo hacía por real decreto, siendo a partir de entonces la I condesa de Cheles.

## Condes de Cheles
|                          | Titular                                                     | Periodo                  |
| Creación por Alfonso XII | Creación por Alfonso XII                                    | Creación por Alfonso XII |
| ------------------------ | ----------------------------------------------------------- | ------------------------ |
| I                        | María Esperanza Manuel de Villena y Álvarez de las Asturias | 1879-1935                |
| II                       | Ramón del Arroyo y Manuel de Villena                        | 1951-1953                |
| III                      | Ramón María del Arroyo y de Carlos                          | 1953-1977                |
| IV                       | Luis María del Arroyo y de Carlos                           | 1978-2000                |
| V                        | Francisco Javier del Arroyo y Gómez                         | 2000-2022                |
| VI                       | Francisco Javier del Arroyo y Fernández de Castro           | 2023-actual titular      |

## Historia de los condes de Cheles
- María Esperanza Manuel de Villena y Álvarez de las Asturias (Madrid, enero de 1855-Cheles, 7 de octubre de 1935), XVI señora y I condesa de Cheles y II señora de Pizarra.[1]

Casó, en Madrid el 5 de febrero de 1879 con Ramón María del Arroyo y Moret (m. 24 de abril de 1892). En 6 de julio de 1951, sucedió su hijo:
- Ramón del Arroyo y Manuel de Villena (Madrid-14 de noviembre de 1879-1953), II conde de Cheles.[3][1]

Casó, el 24 de febrero de 1902, en Madrid, con Amalia de Carlos y Reyna. En 30 de octubre de 1953, sucedió su hijo:
- Ramón María del Arroyo y de Carlos (baut. Madrid, 4 de abril de 1904-Madrid, 15 de marzo de 1977),[2] III conde de Cheles.[1]

Sin descendencia. En 31 de enero de 1978, sucedió su hermano:
- Luis María del Arroyo y de Carlos, IV conde de Cheles.[4][1]

Casó, el 18 de diciembre de 1971, con María Teresa Gómez y Rubiera. En 11 de julio de 2000, sucedió su hijo:
- Francisco Javier del Arroyo y Gómez (Bilbao, 27 de noviembre de 1941[2]-2 de abril de 2022[5]), V conde de Cheles.[6]

Casó en primeras nupcias con Elena Fernández de Castro y Scott-Coates (m. 29 de noviembre de 1999) y en segundas nupcias con María Muñoz y Ordovás. En 11 de septiembre de 2023, sucedió su hijo del primer matrimonio:
- Francisco Javier del Arroyo y Fernández de Castro (n. Madrid, 29 de septiembre de 1972[2]), VI conde de Cheles.[7]